# Petr Fulín
Petr Fulín (Pilsen, 8 februari 1977) is een Tsjechisch autocoureur.

## Carrière
In 2007 werd Fulín tweede in de Tsjechische BMW 1 Challenge. Het jaar daarop werd hij tweede in de Tsjechische Škoda Octavia Cup en nam hij deel aan twee races van de Duitse Seat Leon Cup.
In 2009 reed Fulín fulltime in de Duitse Seat Leon Cup en werd hier achtste met één overwinning. Dat jaar reed hij ook twee races in zowel de Seat Leon Eurocup als de Trofeo Abarth 500. In de Eurocup eindigde hij met één podiumplaats als vijftiende, terwijl hij in de Trofeo met één overwinning en nog een podiumplaats als negende eindigde.
In 2010 bleef Fulín rijden in de Duitse Seat Leon Cup en verbeterde zichzelf naar de vierde plaats met twee overwinningen. Daarnaast reed hij ook vier races in de Seat Leon Eurocup en werd hij derde in de A4-klasse van de 24H Series. In 2011 werd hij opnieuw vierde in de Duitse Seat Leon Cup, maar behaalde ditmaal geen overwinningen. Tevens werd hij tweede in de 6 uur van Brno in een Seat Leon.
In 2012 stapte Fulín over naar de S2000-klasse van de European Touring Car Cup, waar hij voor Krenek Motorsport in een BMW 320si reed. Hij behaalde één overwinning op de Slovakiaring en werd achter Fernando Monje en Peter Rikli derde in het kampioenschap. In 2013 bleef hij voor Krenek rijden in de S2000-klasse van de ETCC, waarin hij met vijf overwinningen kampioen werd.
In 2014 zou Fulín zijn titel in de ETCC verdedigen bij Krenek. Tevens nam hij dat jaar deel aan het eerste raceweekend van het World Touring Car Championship op het Stratencircuit Marrakesh in de TC2-klasse voor Campos Racing in een Seat Leon. Tijdens het weekend kon hij echter niet starten in de races nadat teamgenoot John Filippi zijn motor nodig had, aangezien zijn eigen motor kapot was. In het raceweekend op de Slovakiaring maakte Fulín alsnog zijn WTCC-debuut voor Campos.
1. 1 2  https://tritius.plzen.eu/authority/79257; regional database of the Pilsen City Library; geraadpleegd op: 20 april 2024.